# Dalnegorskita
La dalnegorskita és un mineral de la classe dels silicats que pertany al grup de la wol·lastonita. Rep el nom del dipòsit de bor de Dalnegorsk, a Rússia, la seva localitat tipus.

## Característiques
La dalnegorskita és un silicat de fórmula química Ca₅Mn(Si₃O9)₂. Va ser aprovada com a espècie vàlida per l'Associació Mineralògica Internacional l'any 2018, sent publicada per primera vegada el 2019. Cristal·litza en el sistema triclínic. La seva duresa a l'escala de Mohs és 6. Forma una sèrie de solució sòlida amb la ferrobustamita.
L'exemplar que va servir per a determinar l'espècie, el que es coneix com a material tipus, es troba conservat a les col·leccions del Museu Mineralògic Fersmann, de l'Acadèmia de Ciències de Rússia, a Moscú (Rússia), amb el número de registre: 5184/1.

## Formació i jaciments
Va ser descoberta al dipòsit de bor de Dalnegorsk, al districte urbà de Dalnegorsk (krai de Primórie, Rússia), tractant-se de l'únic indret de tot el planeta on ha estat descrita aquesta espècie mineral.